# Logan Huffman

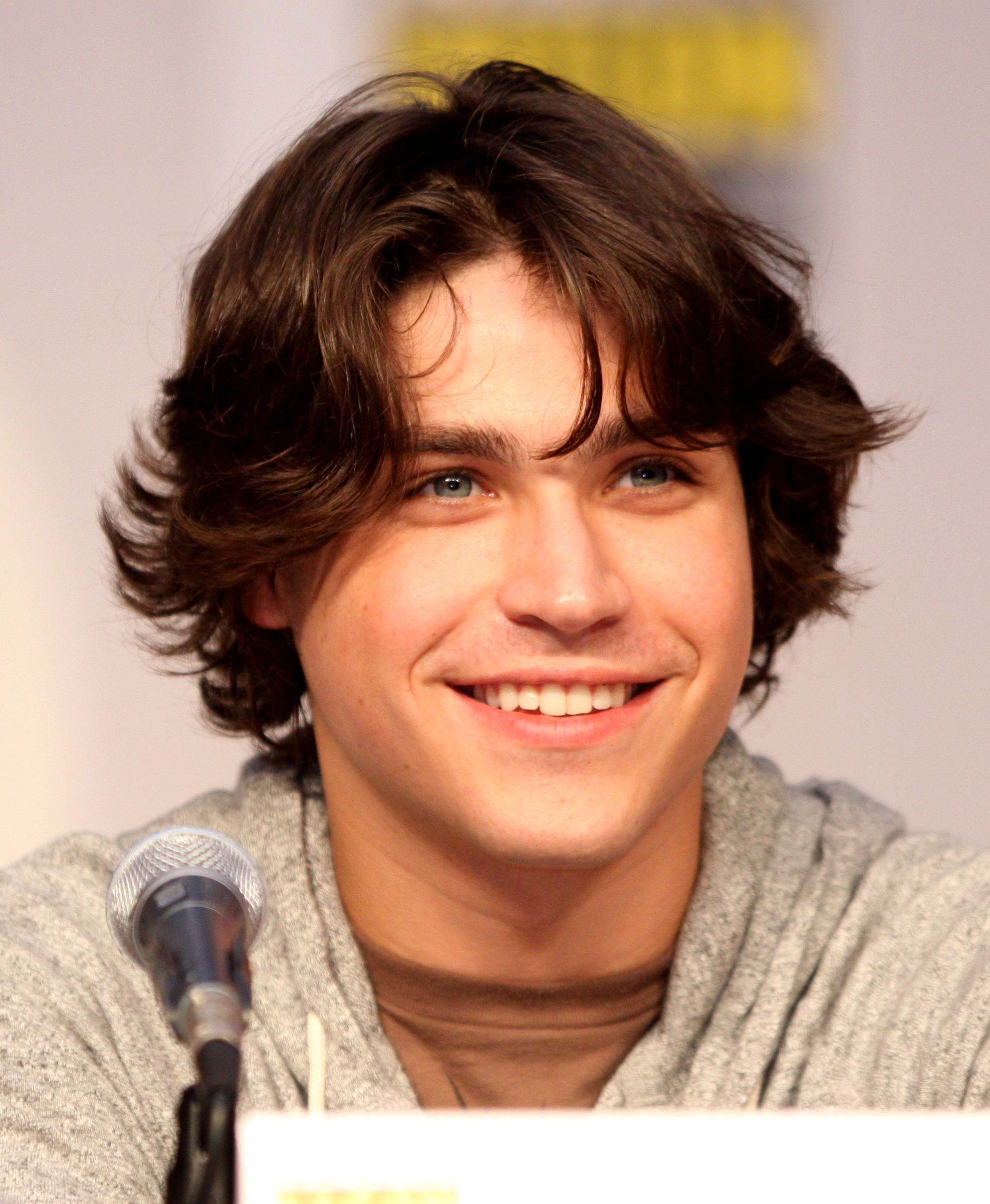
Logan Huffman (2010)

Logan Huffman (* 22. Dezember 1989 in Indianapolis, Indiana) ist ein US-amerikanischer Schauspieler.

## Leben
Logan Huffman wurde als ein Kind von Drillingen geboren, so dass er sich mit seinem Bruder Luke und seiner Schwester Noelle denselben Geburtstag teilt. Auch hat Huffman einen älteren Bruder, Lance. Schon früh wusste er, dass er Schauspieler werden wollte und besuchte im Sommer Schauspielseminare an der Northern Illinois University. 2006 zog er nach New York City, um von dort seine Karriere als Schauspieler zu starten.
Huffman wurde dabei von Rosie O’Donnell entdeckt, die ihn 2009 für eine Nebenrolle im Filmdrama America verpflichtete. Kurz zuvor hatte er bereits 2008 im Filmdrama Lymelife an der Seite von Alec Baldwin sein Debüt als Schauspieler gegeben. 2009 übernahm er die Rolle des Tyler Evans in der ABC-Science-Fiction-Fernsehserie V – Die Besucher, mit der Huffman auch in Deutschland Bekanntheit erlangte.
Im November 2018 heiratete er Lisa Origliasso von The Veronicas.

## Filmografie (Auswahl)
- 2009: Lymelife
- 2009–2011: V – Die Besucher (V) (Fernsehserie, 22 Episoden)
- 2012: A Smile As Big As the Moon
- 2012: Refuge
- 2013: Underdogs
- 2013: Bad Turn Worse
- 2013: Complicity
- 2015: Final Girl
- 2015: The Preppie Connection
- 2022: Black Site